# Sammy Adams
Sammy Adams (nacido el 14 de agosto de 1987 en Cambridge, Massachusetts, Estados Unidos), bajo el nombre de Samuel Adams Wisner, es un rapero y compositor de canciones estadounidense.

## Primeros años
Adams ha sido un artista musical durante la mayor parte de su vida, empezó tocando el piano desde los 7 años. A los 11 años, comenzó a improvisar con su forma de tocar piano, empezando a crear sus propios ritmos y melodías. Aspiraba a convertirse en un productor mucho antes de que considerar convertirse en un rapero. Adams escribió varias canciones de raps mientras estudiaba en la secundaria, pero formalmente comenzó haciendo su música al entrar a la universidad. Adams ha afirmado en entrevistas que sus influencias musicales no son iguales a los de otros raperos, también toca blues, rock, música clásica y rock clásico. Adams se enorgullece de ser capaz de cruzar géneros, permitiéndole regresar a sus raíces musicales y experimentar con otros tipos de música para complementar su "hip-pop". Adams comenzó a grabar sus canciones en su Macbook en 2008 desde su dormitorio universitario.

## Discografía

### Reproducciones Extendidas (EP)
| Título       | Detalles del álbum                                                                                        | Posicionamientos | Posicionamientos | Posicionamientos | Ventas       |
| Título       | Detalles del álbum                                                                                        | US               | US R&B           | US Rap           | Ventas       |
| ------------ | --- | ---------------- | ---------------- | ---------------- | ------------ |
| Boston's Boy | - Lanzamiento: 4 de marzo de 2010 - Discográfica: 1st Round - Formato: CD, descarga digital               | 73               | 21               | 7                | - US: 38,200 |
| Homecoming   | - Lanzamiento: 19 de noviembre de 2013 - Discográfica: RCA, 1st Round Records - Formato: Descarga digital | 45               | —                | 5                |              |

### Sencillos
| «Driving Me Crazy»                                                             | 2010 | 90  | 6  | —  | Boston's Boy         |
| «Blow Up»                                                                      | 2011 | —   | —  | —  | Sencillo No en-álbum |
| «Only One»                                                                     | 2012 | —   | —  | 33 | Sencillo No en-álbum |
| «All Night Longer»                                                             | 2012 | —   | —  | —  | Sencillo No en-álbum |
| «Big Lights»                                                                   | 2013 | —   | —  | —  | Sencillo No en-álbum |
| «L.A. Story» (con Mike Posner)                                                 | 2013 | 120 | 18 | —  | Sencillo No en-álbum |
| «We Are the Ones (Dark Horse)»                                                 | 2015 | —   | —  | —  | Por anunciarse       |
| «Por anunciarse» (con Pharrell)                                                | 2015 | —   | —  | —  | Por anunciarse       |
| "—" indica que el sencillo no fue lanzado o no se posicionó en ese territorio. |      |     |    |    |                      |

Mixtapes
| Título               | Lanzamiento              |
| -------------------- | ------------------------ |
| Boston's Opening Day | febrero de 2010          |
| Party Records        | 23 de septiembre de 2010 |
| Into the Wild        | 30 de diciembre de 2011  |
| OK COOL              | 14 de agosto de 2012     |
| WIZZY                | 2 de junio de 2014       |

### Otras apariciones
| Título                                                                         | Año  | Posicionamientos | Posicionamientos | Posicionamientos | Posicionamientos | Posicionamientos | Posicionamientos | Álbum                |
| Título                                                                         | Año  | US               | AUS              | CAN              | ICE              | SLO              | ESP              | Álbum                |
| ------------------------------------------------------------------------------ | ---- | ---------------- | ---------------- | ---------------- | ---------------- | ---------------- | ---------------- | -------------------- |
| «No...Yeah» (Michael Africk con Sammy Adams)                                   | 2010 | —                | —                | —                | —                | —                | —                | Sencillo No en-álbum |
| «Fly So High» (G. Curtis con Sammy Adams)                                      | 2011 | —                | —                | —                | —                | —                | —                | Maximum Volume       |
| «Gamechangerz» (G. Curtis con Sammy Adams)                                     | 2011 | —                | —                | —                | —                | —                | —                | Maximum Volume       |
| «I'm Ragin» (Bei Maejor con Sammy Adams)                                       | 2011 | —                | —                | —                | —                | —                | —                | Maejor Maejor        |
| «Finally Found You» (Enrique Iglesias con Sammy Adams)                         | 2012 | 24               | 33               | 11               | 28               | 10               | 31               | Sex + Love           |
| «I Knew You Were Trouble (Remix)» (Taylor Swift con Sammy Adams)               | 2012 | —                | —                | —                | —                | —                | —                | Sencillo No en-álbum |
| «Boston vs. Everybody» (Statik Selektah con Various Artists)                   | 2014 | —                | —                | —                | —                | —                | —                | Sencillo No en-álbum |
| "—" indica que el sencillo no fue lanzado o no se posicionó en ese territorio. |      |                  |                  |                  |                  |                  |                  |                      |